# Ina Leukefeld

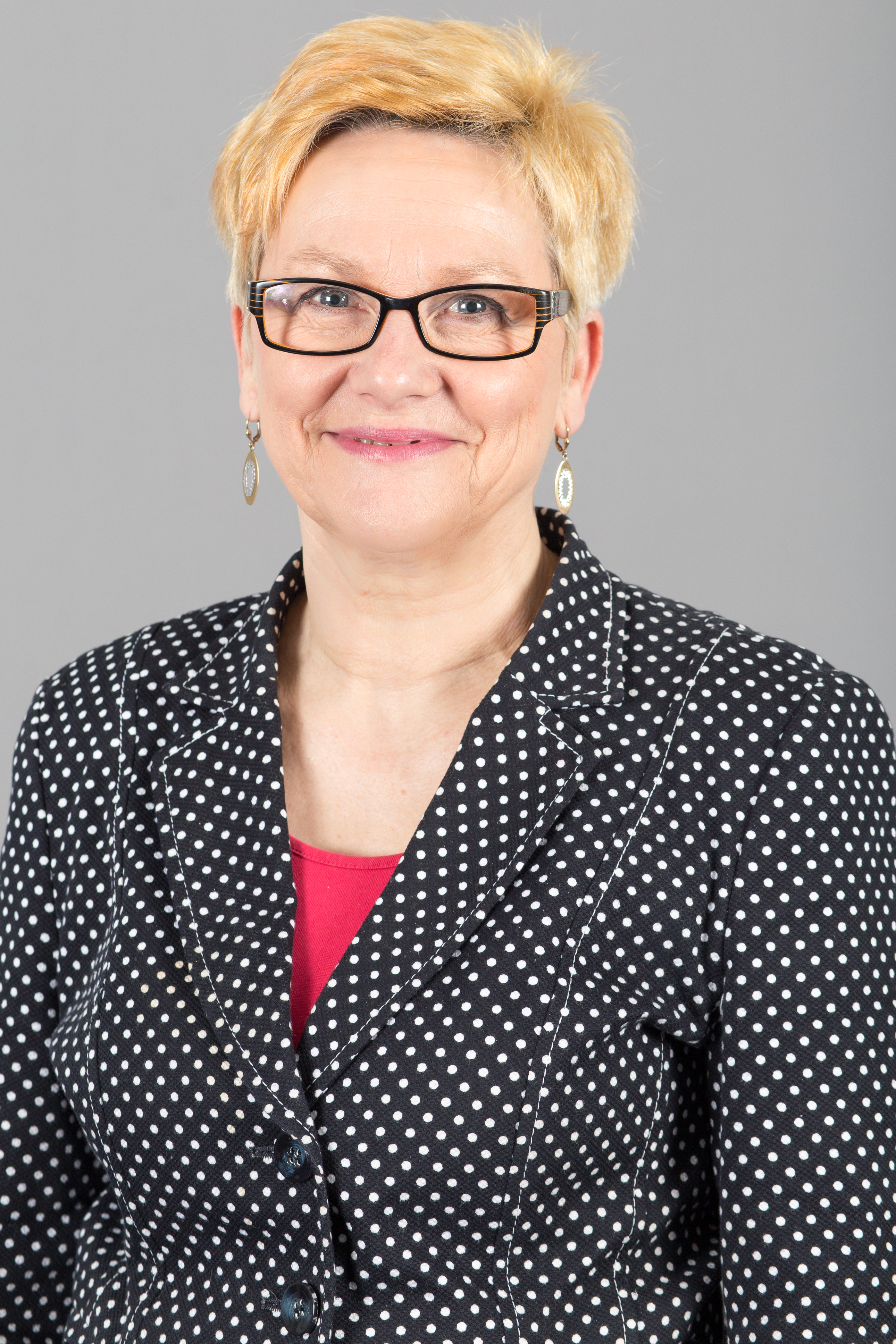
Ina Leukefeld 2016

Ina Leukefeld (* 12. Dezember 1954 in Leipzig) ist eine deutsche Politikerin (Die Linke) und war von 2004 bis 2019 Mitglied des Thüringer Landtags.

## Leben
Ina Leukefeld besuchte ab 1961 die Grund- und Oberschule in Ossa bei Leipzig und anschließend die EOS Windischleuba. Von 1971 bis 1973 folgte ihre Berufsausbildung zur Finanzkauffrau/Steuern beim Rat der Stadt Suhl. Danach war sie bis 1982 als Referentin für Jugendfragen und von 1983 bis 1986 als Leiterin der Abteilung Jugend und Sport in Suhl tätig. Während dieser Zeit qualifizierte sie sich im Fernstudium zunächst an der Fachschule für Staatswissenschaften Weimar und von 1980 bis 1985 an der Akademie für Staats- und Rechtswissenschaften Potsdam-Babelsberg zur Diplomstaatswissenschaftlerin, heute anerkannt als Diplomverwaltungsfachwirtin (FH).
1985/86 war sie als Inoffizieller Mitarbeiter (IM) „Sonja“  für die politische Kriminalpolizei K1 tätig. Diese stand unter Führung des Ministeriums für Staatssicherheit. Leukefeld beteuerte später, dass sie von der Nähe der Abteilung K1 zum MfS nichts gewusst habe, und bereute ihre Verpflichtungserklärung. Die Tätigkeit war Gegenstand einer parlamentarischen Untersuchung. Im Mai 2006 wurde die „Parlamentsunwürdigkeit i. S. des § 1 Abs. 1 Thüringer Abgeordnetenüberprüfungsgesetz“ festgestellt. Im Juli 2009 urteilte der Thüringer Verfassungsgerichtshof indes, dass dieser Beschluss rechtswidrig war, denn eine Tätigkeit für die Abteilung K1 wurde in der damals geltenden Fassung des Gesetzes nicht aufgeführt. 1991 bis 2004 arbeitete Leukefeld als Mitarbeiterin der Landtagsabgeordneten Gabriele Zimmer in ihrem Wahlkreis in Suhl.
Von 2002 bis 2003 absolvierte sie ein weiterbildendes Studium an der Fachhochschule Erfurt als Sozialbetriebswirtin.

## Politik
Ina Leukefeld war Mitglied der FDJ, später in der SED. 1986 bis 1989 war sie als Mitarbeiterin der SED-Kreisleitung in Suhl tätig. 1990 war sie Mitarbeiterin im Landesvorstand der PDS Thüringen. Seit 1994 ist sie Mitglied des Stadtrates Suhl, war von 2004 bis 2009 ehrenamtliche Beigeordnete des Oberbürgermeisters und ist seit 2009 Vorsitzende des Sozialausschusses in Suhl.
Im Jahre 2000 wurde Leukefeld zur Stellvertretenden Landesvorsitzenden der PDS in Thüringen gewählt. Diese Funktion übte sie bis November 2011 aus. Von 2004 bis 2019 war sie Mitglied des Thüringer Landtages mit einem Direktmandat im Wahlkreis Suhl – Schmalkalden-Meiningen IV. Sie war die arbeitsmarktpolitische Sprecherin der Linksfraktion und setzte sich besonders für den Erhalt und die Schaffung von existenzsichernden Arbeitsplätzen ein. Sie gehörte dem Gleichstellungsausschuss des Landtages sowie von 2004 bis 2014 dem Ausschuss für Wirtschaft, Technologie und Arbeit und von 2014 bis 2019 dem Ausschuss für Arbeit, Soziales, Gesundheit, Frauen und Familie an. Ihre Hauptthemen waren Arbeit und Wirtschaft, Gleichstellungspolitik, Kinder- und Jugendpolitik, Bildung sowie Kommunalpolitik. Zur Landtagswahl 2019 trat sie nicht mehr an.

## Weitere Ämter und Aktivitäten
Seit 1998 ist sie Aufsichtsratsmitglied der Gemeinnützigen Wohnungsgesellschaft mbH Suhl. Außerdem ist sie Mitglied im VVN-BdA, im Sozialverband Volkssolidarität, im Verein Jugendweihe Suhl und Umland e. V., in der Deutsch-Russischen Freundschaftsgesellschaft Thüringen und in der Rosa Luxemburg Stiftung Thüringen. Als Mitglied der Alternative ’54 spendet sie monatlich einen Teil der Diäten für soziale und kulturelle Zwecke.

## Persönliches
Leukefeld ist seit 1972 verheiratet und hat zwei erwachsene Kinder. Sie lebt seit 1971 in Suhl.